# L'Identité malheureuse
L'Identité malheureuse est un essai d'Alain Finkielkraut, paru chez Stock en octobre 2013. L'essai comprend 229 pages en sept chapitres. Il s'ouvre par un avant-propos autobiographique et se conclut sur une bibliographie.

## Thèmes développés
Au fil des 229 pages de son développement, Alain Finkielkraut prend pour axes de réflexion les thématiques de la laïcité, de la mixité, de la diversité et du métissage.
L'auteur évoque notamment les sujets suivants :
- l'exclusion du lycée de Creil, en octobre 1989, de trois élèves ayant refusé d'ôter leurs foulards islamiques
- l'interdiction du port d'insignes religieux dans les enceintes publiques
- le sentiment de « dés-identification »
- le foulard islamique
- le problème du port de la jupe par les jeunes filles, ou son « interdiction sociale » dans certains quartiers
- l'exclusion sociale
- la loi de 2005 sur « le rôle positif de la présence française outre-mer »
- le débat sur l'identité nationale débuté en novembre 2009
- la création d'une Maison de l'Histoire de France
- la notion de repentance
- le problème de l'enseignement de divers auteurs classiques dans les collèges et lycées (Jean-Jacques Rousseau, Tartuffe, Madame Bovary, etc)
- le nombre déclinant de lecteurs de livres en France
- le développement d'internet
- l'immédiateté
- le fonctionnalisme, qui aboutit à l'uniformité
- le politiquement correct, qui entraîne le « conformisme de notre temps »
- la demande de respect par des jeunes issus de l'immigration
- la politesse ; la honte
- la « crise du vivre ensemble »

Il cite de nombreux auteurs classiques, parmi lesquels :
- Thomas Hobbes
- Tocqueville
- Ulrich Beck
- Simone de Beauvoir
- Claude Habib
- Joan Scott
- Denis Diderot
- François Furet
- Hannah Arendt
- Emmanuel Lévinas
- Claude Lévi-Strauss

Il fait référence à l'ouvrage Fractures françaises de Christophe Guilluy et évoque également l'Affaire Dreyfus.

## Accueil critique
Le numéro 179 (mars-avril 2014) de la revue Le Débat contient des recensions assez négatives de L'Identité malheureuse. Pierre Nora notamment, tout en étant d'accord sur la crise d'identité que traverse la France, assure qu'Alain Finkielkraut se trompe en attribuant cette crise à l'immigration. « L'identité française serait aussi malheureuse s'il n'y avait pas un seul immigré », écrit-il.
Par ailleurs, dans un long article pour Slate qui a suscité, à son tour, beaucoup de débats, Frédéric Martel, qui fut proche de l'auteur, mais rompt avec lui, analyse sévèrement le livre de Finkielkraut.
Télérama publie une critique positive de l'ouvrage, qu'il juge stimulant, parfois agaçant, souvent séduisant, par sa « pensée qui nous prend à contre-pied ». Le journal conclut qu'en réfléchissant sur l'identité, Finkielkraut vise avant tout à éviter « l'enfer identitaire, nationaliste, raciste, qui conduit à Auschwitz ») pour prôner finalement le vivre-ensemble. Le Monde juge au contraire que Finkielkraut « attise le brasier identitaire. Au risque de se brûler ».

## Ventes
L'ouvrage s'est écoulé à plus de 91 000 exemplaires en juin 2016.

## Postérité
Dans son essai politique et autobiographique Rase campagne (mars 2017), Gilles Boyer, ancien directeur de campagne d'Alain Juppé, indique :

« Début septembre a lieu un événement qui aurait dû rester anecdotique : le lancement du livre Les 12 travaux de l'opposition, coordonné par Benoist Apparu, dans lequel chaque « ténor » de la droite, Nicolas Sarkozy excepté, a rédigé un article sur le sujet de son choix. Sollicité avant l'été, Alain Juppé choisit le thème de l'identité, en réponse à l'ouvrage d'Alain Finkielkraut, L'Identité malheureuse, et intitule son article : L'Identité heureuse. »

— Chapitre VI, page 84.